# Bruno Fonzi
Bruno Fonzi (Macerata, 27 gennaio 1914 – Milano, 5 giugno 1976) è stato uno scrittore e traduttore italiano, collaboratore di case editrici.

## Biografia
Figlio di Giuseppe e Maria Teresa Brancati, d'origine l'uno abruzzese e l'altra marchigiana, si trasferì con la famiglia a Torino nel 1926. Laureatosi in economia e commercio volle poi muoversi a Roma, dove collaborò con l'Istituto Luce e divenne amico, tra gli altri, di Giacomo Debenedetti, Giorgio Bassani, Libero Bigiaretti, Alberto Moravia, Niccolò Gallo, Ennio Flaiano ed Elsa Morante. Collaborò con "Il Mondo", di Mario Pannunzio (dal 1953 al 1960) e con "Il Caffè" di Giambattista Vicari. Tradusse dall'inizio e per tutta la vita molte opere dall'inglese e dal francese, sia in libri sia per rappresentazioni teatrali.
Nel 1949 sposò Ada Fosco, da cui ebbe due figlie. Poi si stabilì nuovamente a Torino (ma l'estate si recava spesso a Bordighera), dove collaborò con l'Einaudi. Altre sue traduzioni sono apparse per Mondadori, Frassinelli, Longanesi, Adelphi e Rizzoli. Negli ultimi anni passò come consulente editoriale alla Garzanti.

## Opere

### Narrativa
- Serata di baldoria (1941), all'interno di Meridiano di Roma (rivista)
- L'uomo a zero (1958; ritratto di Primo Levi[2])
- Un duello sotto il fascismo (1961), (Einaudi), racconti
- Il Maligno (1964; Premio Chianciano; n. ed. 1993), (Einaudi),  romanzo
- Tennis (1973), (Einaudi),   romanzo
- I pianti della Liberazione (1974), (Einaudi)
- Equivoci e malintesi (1975), (Einaudi), racconti 1942-74

### Traduzioni
- Ernest Hemingway, Un addio alle armi (1945)
- Ernest Hemingway, Chi ha e chi non ha (1945: trad. di To have and have not)
- Niven Busch, Duello nel sole (1947)
- Robert Benchley, Un momento per favore! (1947)
- Richard Wright, Ragazzo negro (1947)
- Stephen Crane, Rosso è l'emblema del coraggio (1947)
- Theodore Dreiser, Il titano (1948)
- Richard Mason, Il vento non sa leggere (1948)
- Ernest Hemingway, Torrenti di primavera (1951)
- Jean-Paul Sartre, La nausea (1955)
- William Faulkner, Palme selvagge (1956)
- Mario Einaudi, La rivoluzione di Roosevelt 1932-1952 (1959)
- Le meraviglie del possibile. Antologia della fantascienza, a cura di Sergio Solmi e Carlo Fruttero (1959):
  - Lion Miller, I dati disponibili sulla Reazione Worp
  - Henry Beam Piper, Passò intorno ai cavalli
- Arthur Miller, Teatro (1959; alcune trad. sono di Gerardo Guerrieri, Luchino Visconti e Gino Bardi)
- Simone de Beauvoir, Memorie d'una ragazza perbene (1960)
- Claude Simon, L'erba (1961)
- Simone De Beauvoir, L'età forte (1961)
- Ingmar Bergman, Quattro film (1961; alcune trad. sono di Giacomo Oreglia)
- Eugene O'Neill, Teatro (1962)
- T. S. Eliot, Il ministro a riposo (1963)
- Edmund Gosse, Padre e figlio (1965)
- Isaac Bashevis Singer, La famiglia Moskat (1967)
- Eugene O'Neill, Più grandiose dimore (1967)
- William Styron, Le confessioni di Nat Turner (1968)
- Simone de Beauvoir, Una donna spezzata (1969)
- Kingsley Amis, Quell'incerto sentimento (1969)
- Anthony Powell, Venusberg (1969)
- Israel Joshua Singer, I fratelli Ashkenazi (1970)
- Matthew Lewis, Il monaco (1970)
- Arthur Miller, Non ho più bisogno di te (1970)
- Edward Albee, Teatro (1970; alcune trad. sono di Ettore Capriolo)
- John Wain, Un cielo più piccolo (1971)
- Simone de Beauvoir, La terza età (1971)
- Flann O'Brien, Il terzo poliziotto (1971)
- Isaac Bashevis Singer, La fortezza (1972)
- Mark Twain, L'uomo che corruppe Hadleyburg (1972)
- Simone de Beauvoir, A conti fatti (1973)
- Susan Sontag, Il kit della morte (1973)
- Isaac Bashevis Singer, La proprietà (1973)
- James Boswell, Visita a Rousseau e a Voltaire (1973)
- Israel Joshua Singer, Yoshe Kalb e le tentazioni (1973)
- Nevil Shute, Una città come Alice (1975)
- Nell Kimball, Memorie di una maîtresse americana (1975)
- Henry Miller, I libri nella mia vita (1976)
- E. L. Doctorow, Ragtime (1976)
- Ivy Compton-Burnett, Il presente e il passato (1980; finita da Camillo Pennati)